# 사이먼 J. 오티즈

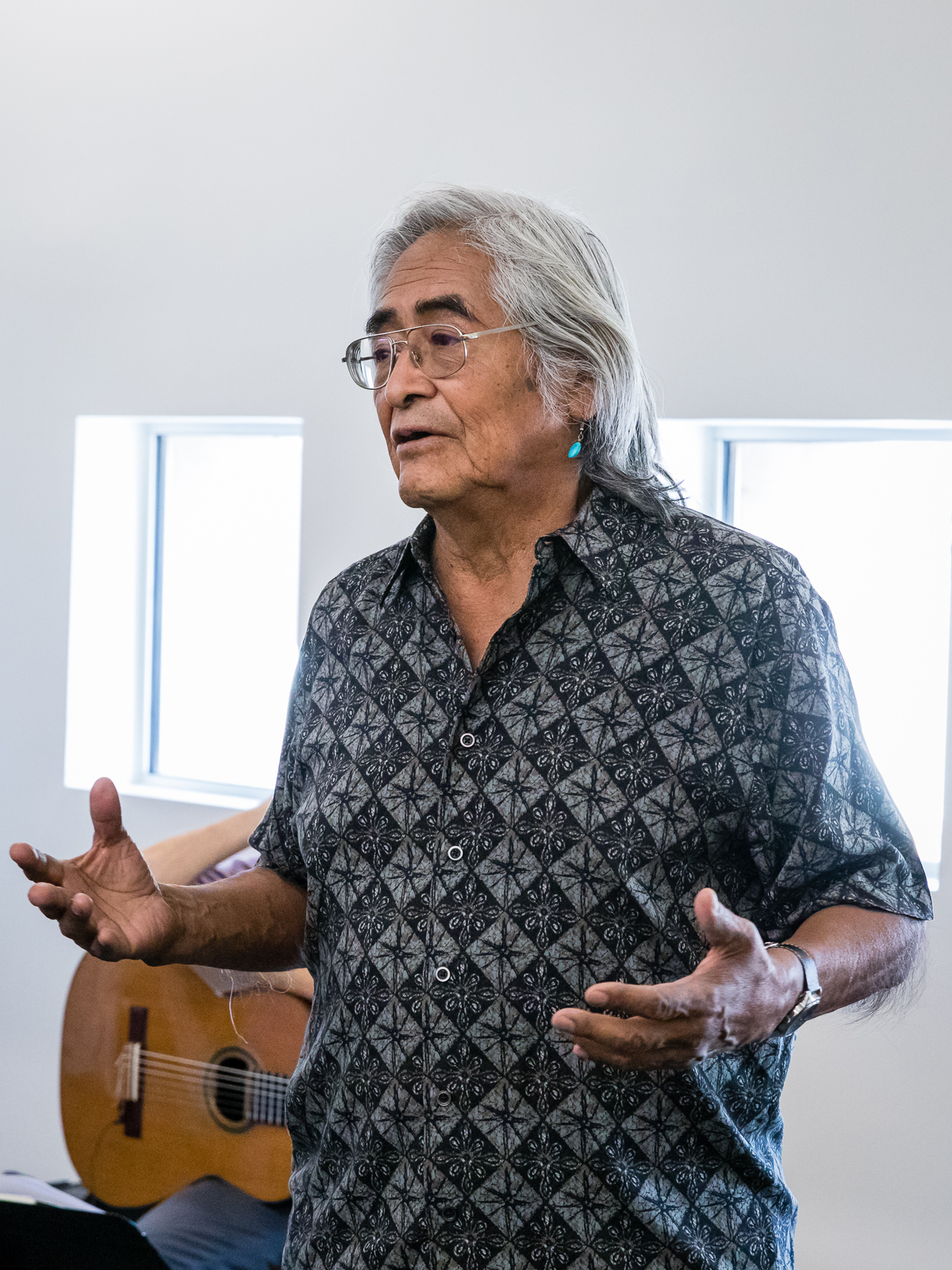

사이먼 J. 오티즈(Simon J. Ortiz, 1941년 5월 27일 ~ )는 푸에블로 부족 작가이다.

## 생애
1941년 5월 27일 미국 남서부의 뉴멕시코주 북서쪽에 있는 아코마 푸에블로 부족(Acoma Pueblo)의 한 마을에서 태어났다. 오티즈는 초, 중학교 교육을 아코마 부족에서 받았고, 13세가 되자 뉴멕시코 앨버커키(Albuqerque)의 인디언 기숙사 학교(Indian Boarding School)를 다니게 된다.
오티즈는 1960년 고등학교를 졸업하자마자 커 맥기(Ker-McGee)라는 당대 미국에서 가장 큰 우라늄 회사에 들어가게 된다. 이 1년간의 일은 오티즈가 미국 사회의 부조리를 통렬하게 깨닫는 계기가 된다. 특히 다른 부족의 네이티브 아메리칸들, 히스패닉 계열의 이민 노동자들과 저임금의 가난하고 소외된 백인 노동자들과의 동고동락, 그리고 그들이 잠시나마 일으켰던 파업의 경험은 오티즈가 그의 시에 표현하는 저항 정신의 밑바탕이 된다. 이후 1962년 포트루이스라는 콜로라도의 한 작은 대학에서 화학을 전공한다. 1963년부터 1966년까지 3년간 미 육군으로 복무했는데, 다른 네이티브 아메리칸들의 경우처럼 미군 복무는 그에게 그리 좋은 기억으로 남아 있지 않다.
우여곡절을 겪은 후 오티즈는 1967년 20대 중반이 되어서야 뉴멕시코 대학교에 입학해 영문학도와 작가의 길을 걷게 된다. 초기 습작들이 지닌 가능성을 인정받아 1968년에는 당시 신진 작가들 사이에 명망 있던 아이오와 대학에서 주관하는 여름 국제 작가 프로그램에 장학금을 받고 참가한다. 이를 계기로 신인 작가로서 여러 나라의 작가들과 교류할 뿐만 아니라, 당시 미국에서 떠오르던 몇몇 작가들과도 친분을 쌓게 된다. 그 후 뉴멕시코 대학에서 수학하는 동안, 1970년부터 1973년까지 앨버커키를 중심으로 ‘레드 파워(Red Power)’라고 불리는 네이티브 아메리칸 인권 운동에 참여한다. 특히 그가 이 시기에 몇몇 네이티브 아메리칸 신문의 편집장으로서 일하며 기고한 글과 시들은 현대 네이티브 아메리칸의 민족주의적 의식 향상에 크게 기여한다. 이후 인권 운동에서 물러난 후 1년 동안 알코올 중독 치료를 받는데, 이것이 바로 지금 이 시집, ≪샌드크리크로부터≫의 배경이 된다.
오티즈는 40년의 경력 동안 30권 정도의 다양한 책을 출판했으며, 여기엔 문학 작품뿐만 아니라 비평집도 포함된다. 데뷔 작품은 1971년의 ≪바람 속에서 벌거벗고(Naked in the Wind)≫인데 당시 네이티브 시인이 처한 열악한 환경 탓에 군소 출판사에서 작은 책자로 300부만 한정판으로 출간되었다. 이후, 1976년의 ≪비를 향해(Going for the Rain)≫와 1977년의 1977년의 ≪좋은 여행(A Good Journey)≫이 연이어 좋은 평가를 받으며 미국 문단에서 주목받게 된다. 이 두 작품은 네이티브, 특히 그의 고향 아코마 특유의 구전 전통에 나타나는 이야기, 문화, 역사, 그리고 세계관을 현대의 상황에 접목해, 네이티브 아메리칸이 미국 사회에서 직면한 문화적 충돌, 정체성, 그리고 생존과 저항의 문제를 다루고 있다. 1991년에 그의 주요 시를 총망라한 ≪엮인 돌(Woven Stone)≫을 출판하는데, 이 선집은 프랑스어, 이탈리아어, 스페인어, 독일어 등 유럽 각국 언어로 번역되었으며, 최근에는 중국어로도 번역되었다. 그는 주로 시인으로 인식되지만, 단편 소설도 상당수 썼으며, 1999년에 출판한 ≪달 위의 사람들(Men on the Moon)≫을 포함해 몇몇 단편 소설집과 아동 소설집을 출간하기도 했다. 오티즈는 수상도 많이 했는데, 특히 이 시집 ≪샌드크리크로부터≫는 푸시카트 상(The Pushcart Prize)을 수상했다.
오티즈는 1970년대 후반부터 샌디에이고 주립대학, 나바호 부족 대학, 뉴멕시코 대학 등 여러 대학에서 문학과 창작을 가르쳐 왔다. 그러면서도 틈틈이 자신의 부족 아코마, 또는 다른 부족의 커뮤니티에서 봉사하고 신문 편집장으로 일하기도 하며 네이티브 아메리칸의 교육과 복지 향상에 힘썼다. 2000년 이후에는 캐나다 토론토 대학 영문과에서 교수로 재직하다가 2008년 애리조나 주립대학 영문과로 자리를 옮겨 지금까지 가르치며 글을 쓰고 있다.